# The Legend of Kage 2
The Legend of Kage 2 (影之伝説?, Kage no Densetsu 2) è un videogioco d'avventura dinamica del 2008 sviluppato da Lancarse e distribuito in Giappone dalla Taito e altrove dalla Square Enix, per la piattaforma Nintendo DS.
È il sequel–remake del videogioco arcade sparatutto a piattaforme The Legend of Kage del 1985.

## Trama
(Prologo)
Il giocatore può prendere il controllo uno dei seguenti personaggi, che sono entrambi fedeli allo shōgun Tokugawa Ieyasu. Alcune situazioni cambiano leggermente in base al personaggio scelto:
- Kage, il ninja protagonista del primo gioco, armato di katana e shuriken.
- Chihiro, una kunoichi quindicenne di Iga armata di kusarigama.

La loro missione è salvare la figlia di Lord Tokugawa, la principessa e sacerdotessa Lady Kirihime, che è stata rapita dal signore della guerra Kuyigusa Yoshiro e dal suo aiutante di campo, il samurai ribelle Yukinosuke Riko, nel tentativo di rovesciare lo shogunato Tokugawa. Il giocatore dovrà affrontare numerosi nemici, tra cui, inizialmente, i seguenti boss: Yukinosuke, Yojubo (un anziano che manipola il fuoco), Koume (una ragazzina che usa granate esplosive), Kaede (sorella maggiore di Koume, evoca alcuni shikigami di carta), due oni evocati da Lord Yoshiro, Ayame (sorella maggiore di Kaede e Koume, evoca due flussi di fulmini), e infine Tsuchigumo (un ragno enorme).
Se il giocatore ha scelto Kage, il samurai scopre dal proprio maestro che Lady Kirihime, che ha sempre creduto essere semplicemente figlia di un daimyō, è in realtà una specie di dea vivente, nascosta appositamente da Lord Tokugawa nel villaggio dei Ninja per preservarne  gli straordinari poteri. I demoni l'hanno dunque rapita per sfruttarla così da gettare la terra nel caos, e hanno attaccato il villaggio poiché parte del potere di Lady Kirihime è sigillato lì: purtroppo ciò significa che ora i demoni possiedono tutto il potere della dea vivente. Giunge anche il samurai Hattori Hanzō, il quale indirizza Kage verso la probabile roccaforte dei demoni, dove Kage affronta nuovamente le tre sorelle, tutte in una volta. Nel frattempo, Lord Yoshiro è sorpreso e infuriato dal fatto che non riesce a sfruttare i poteri di Lady Kirihime, nonostante tutto sembrasse giocare a suo favore.
Se il giocatore ha scelto Chihiro, la kunoichi scopre, inoltre, che i genitori di Lady Kirihime, quando quest'ultima aveva sette anni, morirono di peste subito dopo la nascita di sua sorella minore, e lei se ne prese cura per un po'; dopo di che, Lady Kirihime la affidò ad Hanzo (colui che scoprì l'esistenza della stessa dea, inducendo Lord Tokugawa a imprigionarla) affinché crescesse al sicuro: infatti, Chihiro è la sorella minore di Lady Kirihime. Lord Tokugawa fece una promessa: quando sua sorella avrebbe compiuto 15 anni, le sarebbe stata concessa una visita. Lady Kirihime, il giorno in cui è stata rapita, era infatti venuta al villaggio per vederla. Il maestro di Chihiro, che l'aveva mandata a scortarla così che potessero passare più tempo insieme, invia l'allieva alla roccaforte dei demoni.
Il protagonista raggiunge Lady Kirihime e, dopo aver sconfitto alcuni oni, provano a fuggire insieme, ma vengono fermati quasi subito da Lord Yoshiro, il quale dà fuoco al palazzo, che inizia a crollare. Scampato il pericolo, il protagonista assiste all'apparente omicidio di Hanzo per mano di Yukinosuke. Dopo aver sconfitto Yukinosuke in un ultimo confronto, questi spiega al protagonista che un tempo Lord Yoshiro era un buon feudatario, amato dalla sua gente, e nonostante ciò ha finito per ricorrere a qualunque mezzo per distruggere il mondo, dicendogli che anche gli altri feudatari, e non solo, hanno commesso azioni malvagie in nome della pace; inoltre, Lord Yoshiro ha sofferto molto e si è incattivito anche a causa della morte della cara sorella. Il protagonista raggiunge Lady Kirihime e Lord Yoshiro, e nonostante cerchi di convincere il secondo a desistere dai suoi propositi, questi spiega di odiare tutta l'umanità perché con la violenza gli uomini arrecano dolore e sofferenza a se stessi e agli altri: il suo desiderio è perciò cancellare ogni umano dalla faccia della terra.
Sconfitto una prima volta, Lord Yoshiro afferma di aver capito perché i poteri di Lady Kirihime si sono affievoliti e non si manifesteranno autonomamente: la dea ha conferito i suoi poteri proprio al protagonista. Lady Kirihime spiega al protagonista che un demone non è in grado di assorbire tutto il potere di una divinità, e lo prega di prendere il potere che rimane in lei, lo stesso che lo ha riportato in vita quando, all'inizio del gioco, venne ucciso da Yukinosuke mentre stava scortando Lady Kirihime al villaggio. Il protagonista dunque affronta in un ultimo duello Lord Yoshiro, il cui corpo e la cui anima sono stati orribilmente deformati dall'influsso dei demoni. Sconfitto Lord Yoshiro, il protagonista scopre che Hanzo è vivo.
Se il giocatore ha scelto Kage, Hanzo dichiara, del tutto inaspettatamente, che il loro compito è uccidere Lady Kirihime perché il potere della sacerdotessa è ciò che ha attirato i demoni verso di loro, che finché esisterà ne arriveranno altri per tentare di reclamarlo e che la cosa più saggia da fare è porre fine a tutto questo, secondo il volere di Lord Tokugawa. Kage risponde che Lady Kirihime è nata con quel potere, ma è una comune mortale, che ucciderla non porrà fine alla sofferenza ma ne produrrà solo altra e che, citando una frase di Yukinosuke, non può esistere la pace in un mondo costruito sul sangue degli innocenti; la sua vita ora è volta solo alla protezione di Lady Kirihime. Hanzo dichiara a Kage che stavolta non lo ucciderà poiché ha un debito di riconoscenza nei suoi confronti, ma che la prossima volta non sarà clemente, e se ne va. Kage e Lady Kirihime fuggono insieme.
Se il giocatore ha scelto Chihiro, Lady Kirihime convince Hanzo a non ucciderla e rivela di non possedere più alcun potere divino, avendo esaurito tutto quello che le era rimasto per sconfiggere Lord Yoshiro, quindi ora è una comune donna mortale. Hanzo si mette a ridere affermando, comunque, di aver “ucciso” la dea, e se ne va. Chihiro e Lady Kirihime possono finalmente ricongiungersi, stavolta come sorelle.

## Capitoli
1. Prologo – Bagliore
Lungo un lago illuminato dalla luna, Kage/Chihiro insegue il rapitore di Kirihime.
2. Accelerazione – Il buio della foresta
Sotto una pallida luna, Kage/Chihiro segue Kirihime in una foresta.
3. Trappola – Foschia tra gli arbusti
Cosa si cela in questa nebbia misteriosa che sa di polvere da sparo?
4. Volo – Foglie autunnali nel vento
Kage/Chihiro segue un'aura sinistra verso una montagna rosso sangue.
5. Crepuscolo – All'imbrunire
Il rombo del tuono e del vento rimbomba in una valle stregata.
6. Caverne – Muro di cielo
Gli spiriti maligni sorvegliano il portale segreto che conduce alla terra dei Ninja...
7. Attacco – La rabbia celeste
Una pioggia incantevole cade sulla terra dei Ninja.
8. Il castello – Il maligno si avvicina
Cosa c'è nel castello demoniaco nel bel mezzo della boscaglia?
9. La torre – Il castello di notte
Cosa si nasconde nel castello? Un mostro? La principessa? O...
10. Abisso – Pandemonium
Kage/Chihiro fugge dal castello... senza sapere cosa lo aspetta.
11. Inferno – Strisciare nell'oscurità
Kage/Chihiro fugge mentre il castello crolla tra le fiamme alle sue spalle.
12. Duello finale – Lame di ghiaccio
La prova di forza finale con Yukinosuke si avvicina...
13. La fine – La leggenda di Kage
L'erba trema terrorizzata, mentre la luna risplende fiera.

## Accoglienza
| Testata                            | Giudizio |
| ---------------------------------- | -------- |
| GameRankings (media al 08-09-2021) | 73%      |
| Metacritic (media al 08-09-2021)   | 70/100   |
| Everyeye.it                        | 7,5/10   |
| GameSpot                           | 7,5/10   |
| GameZone                           | 8/10     |
| GamesRadar+                        | 8/10     |
| IGN                                | 5,8/10   |